# Żywią i Bronią

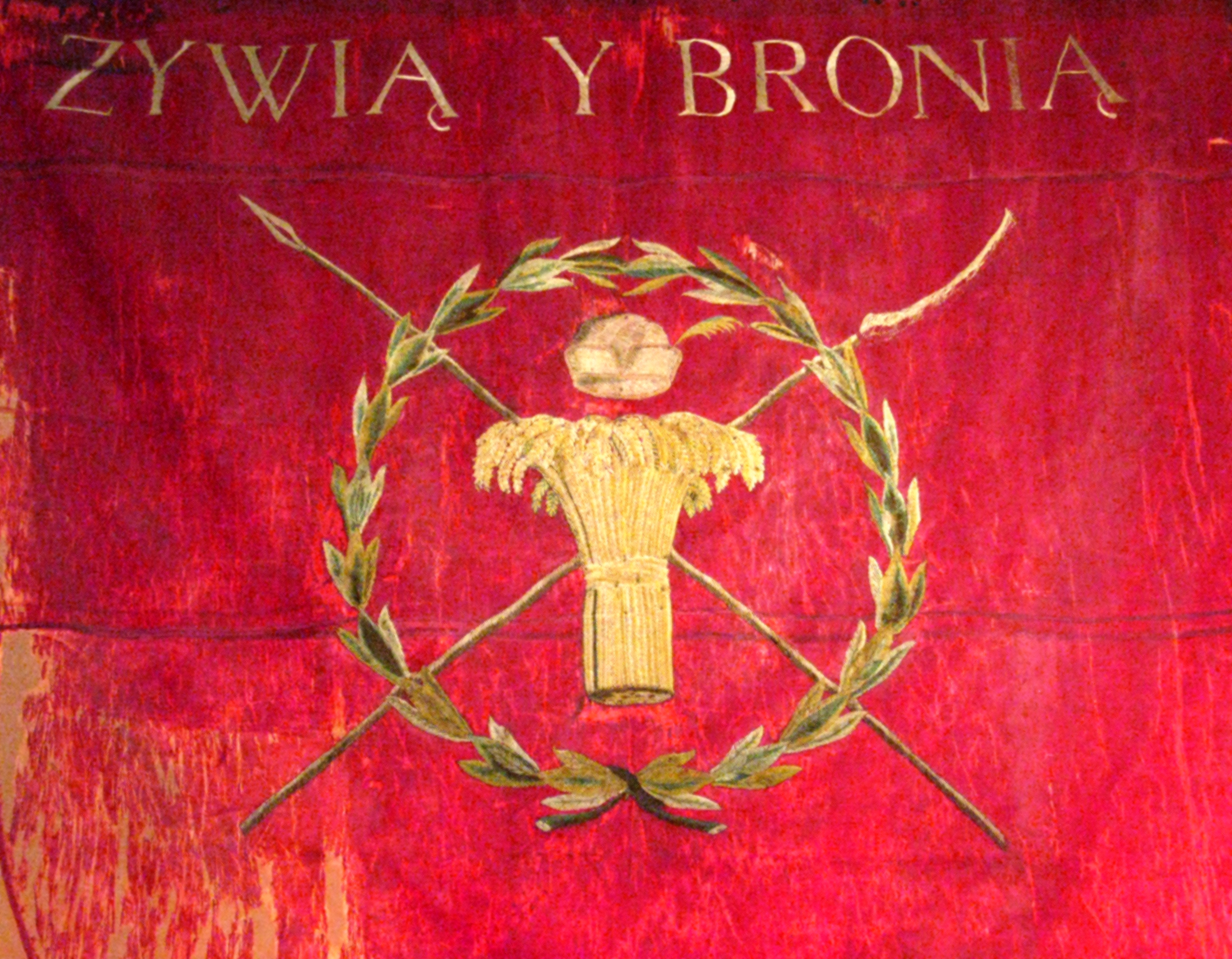
Sztandar z dewizą z czasów insurekcji kościuszkowskiej

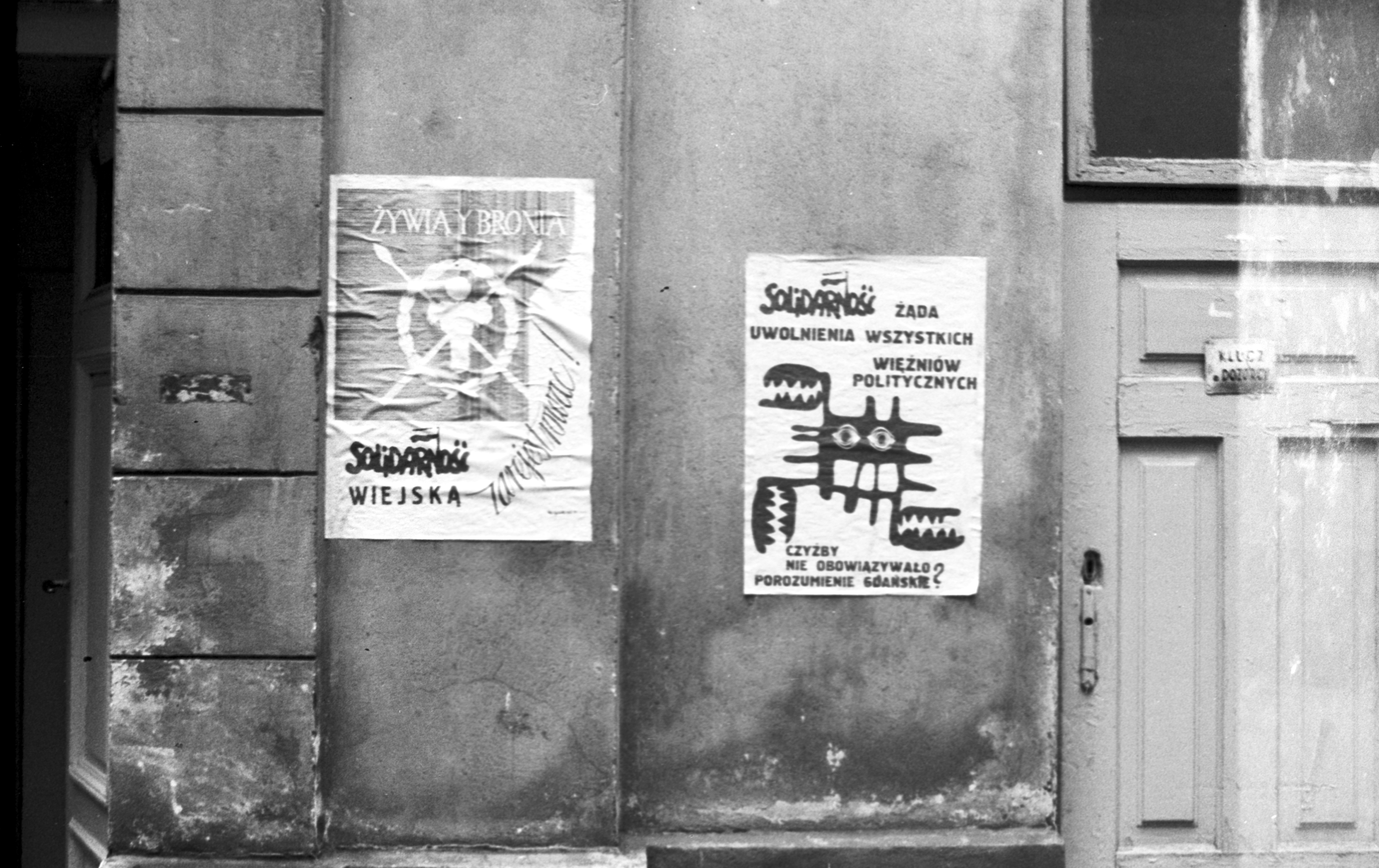
„Żywią i Bronią” na plakacie Solidarności Wiejskiej

Żywią i Bronią (oryg. żywią y bronią) – dewiza kosynierów z czasów insurekcji kościuszkowskiej, widoczna na ich sztandarze. Sztandar z taką dewizą został nadany oddziałowi kosynierów krakowskich przez Tadeusza Kościuszkę 16 VIII 1794 r. i znajduje się obecnie w zbiorach Muzeum Wojska Polskiego w Warszawie.
Dewiza ma formę dwóch czasowników w 3. osobie liczby mnogiej („chłopi żywią naród i go bronią”). Hasło to odnosi się do roli społecznej chłopów, którzy w czasie pokoju ciężką pracą na roli zaopatrują społeczeństwo w żywność niezbędną do przetrwania, a w czasie wojny bronią je przed zewnętrznym wrogiem. Do hasła tego nawiązywała później symbolika ruchów chłopskich.
W XIX wieku pojawiało się ono na sztandarach powstańczych, pocztówkach patriotycznych oraz haftowanych kilimach, było wykorzystywane przez ruch ludowy jako znak łączności z patriotyczną i niepodległościową tradycją oraz wyraz przekonania o szczególnej roli chłopów w społeczeństwie. Tytuł Żywią i bronią nosił oficjalny biuletyn podziemny Batalionów Chłopskich. Dewiza widniała w PRL na banknocie pięćsetzłotowym.